# Mateusz z Krakowa
Mateusz z Krakowa znany też jako Matthaeus de Cracovia, według A. Brücknera: Stadtschreiber = "Dictus Notarii" (ur. ok. 1345 w Krakowie, zm. 5 marca 1410 w Heidelbergu) – polski scholastyk, profesor teologii na Uniwersytecie Karola w w Pradze, biskup Wormacji, kardynał, w 1396 roku rektor Uniwersytetu w Heidelbergu, wychowawca pierwszych profesorów Akademii Krakowskiej.

## Życiorys
Urodził się w Krakowie, prawdopodobnie w zamożnej rodzinie mieszczańskiej. Pogląd, że był potomkiem pomorskiej rodziny szlacheckiej, jest podawany w wątpliwość. Jego ojcem był prawdopodobnie niemiecki notariusz z Krakowa. Nauki początkowe pobierał w miejscowej szkole mariackiej. W roku 1347 wstąpił na wydział nauk wyzwolonych Uniwersytetu Karola i uzyskał tytuł bakałarza w 1355, a tytuł magistra w 1367. Rozpoczął wykłady, po czym studiował teologię: w roku 1380 uzyskał licencjaturę, rok później magisterium. Później przez kilka kadencji był dziekanem wydziału. Około roku 1390 z powodu zatargów o beneficja opuścił Pragę. Na konsystorzu 19 września 1408 wyniesiony przez papieża Grzegorza XII do godności kardynała prezbitera, nie przyjął jednak tej nominacji.

## Twórczość
Uważa się go za przedstawiciela via moderna w scholastyce. W teodycei Rationale operum divinorum sive quod Deus omnie bene fecit zdradzał nie tylko inspiracje Platonem i Augustynem, ale też ockhamowskim nominalizmem, z którym zapoznał się w trakcie pobytu na zachodzie. Utrzymywał kontakty z najwybitniejszymi umysłami epoki.

### Ważniejsze dzieła
- Tractatus rationis et conscientie, Bechtermunze 1467? lub Moguncja, drukarnia J. Gutenberg?, (traktat teologiczny o sakramencie Ołtarza); wyd. następne ze zmianami w tytule: Kolonia (ok. 1470? 1488?), drukarnia U. Zell; (ok. 1475? 1478?), drukarnia M. Reyser?; Memmingen 1491, drukarnia A. Kunn; Paryż 1497, drukarnia Gaillard; (ok. 1500); Lugdun 1651, drukarnia G. Barbier; brak miejsca i roku wydania – 2 edycje; (traktat przełożono na jęz. czeski i niemiecki już w XV w.)
- Rationale operum divinorum (Theodicea. Zbiór traktatów teologicznych na temat zła), powst. 1391–1394, na podst. rękopisu gdańskiego ze szczegółowym podaniem odmianek tekstu według innych rękopisów wyd. W. Rubczyński Archiwum Komisji do Badań Historii Filozofii w Polsce, t. 3 (1930)
- De praxi curiae Romanae (inne tytuły: De simonia praelatorum; De squaloribus curiae Romanae; Moyses sanctus – Traktat o zepsuciu w kościele), przedłożony papieżowi Innocentemu VII w 1404, wyd. 1551 i szereg kolejnych edycji (według G. Korbuta); wyd. ostatnie Walch Monumenta Medii Aevi, t. 1 (1757)
- Collationes cum Papa nomine Imperatoris Ruperti, ogł. R. Duellius Miscellanea, księga 1, Augsburg 1722
- liczne dzieła (kazania i in.) w rękopisach bibliotek: Jagiellońskiej, Wrocławskiej i w obcych, zwłaszcza niemieckich i czeskich; zob. K. Piotrowicz Polonica w Niemczech, „Nauka Polska”, t. 18 (1934)

### Listy
- Notifiactio de Johanne de Falcemberg..., dat. z Heidelbergu w 1405, (przeciw Janowi Falkenbergowi z powodu zarzutu herezji), odpisy: Biblioteka Jagiellońska; fragmenty ogł. (niedokładnie) M. Wiszniewski Historia literatury polskiej, t. 3, Kraków 1841, s. 134–135 przypis

### Dzieło mylnie przypisywane
- Ars moriendi, brak miejsca wydania (ok. 1450), druk ksylograficzny, unikat British Museum; egz. innego wydania w Bibliotece Kórnickiej – szereg edycji; zob. Gesamtkatalog der Wiegendrucke, t. 2, Lipsk 1926, szp. 707 nn.; tekst według egz. kórnickiego podał Z. Celichowski Ars Moriendi. Rozprawa bibliograficzna, Rozprawy AU Wydział Filologiczny, t. 17 (1893) i odb. Kraków 1892; (według A. Brücknera: Ars moriendi jest przeróbką ustępu z analogicznego dziełka kardynała D. Capraniki, przypisywanego także Albertowi Wielkiemu, dokonaną przez nieznanego scholara).